# José Daniel Borao Baquero
José Daniel Borao Baquero (Gallur, 1 de juliol de 1966) és un exfutbolista aragonès, que jugava de migcampista.

## Trajectòria
Sorgeix del planter del Reial Saragossa. Després de militar al filial, el Deportivo Aragón, a la campanya 90/91 debuta amb el primer equip a la màxima categoria, en la qual hi disputa dos partits.
No té continuïtat al Zaragoza i prossegueix la seua carrera en equips més modestos, com el Lalueza.